# Michał Dąmbski
Michał Dąmbski herbu Godziemba (zm. w 1805 roku w Kościelcu) – rotmistrz chorągwi 2. Brygady Kawalerii Narodowej w 1792 roku.